# Jeremy Bujakowski
Jeremy John Bujakowski lub Jarema Stanisław Bujakowski (ur. 30 marca 1939 w Druskienikach, zm. 1 lipca 2010, San Bernardino, Kalifornia) – indyjski narciarz alpejski polskiego pochodzenia, dwukrotny reprezentant Indii na zimowych igrzyskach olimpijskich.

## Życiorys
Był synem polskich podróżników Haliny Korolec-Bujakowskiej i Stanisława Bujakowskiego, którzy w latach 1934–1936 odbyli podróż motocyklową z Druskienik do Szanghaju.
Po raz pierwszy na igrzyskach olimpijskich wystartował w 1964 roku. Wziął udział w zawodach w zjeździe, jednak nie został sklasyfikowany, ponieważ nie ukończył przejazdu. Podczas kolejnych igrzysk uczestniczył w trzech konkurencjach. W zjeździe zajął 53. miejsce z czasem 2:11.82, w slalomie gigancie był 65., a w slalomie nie został sklasyfikowany.
Był pierwszym indyjskim zawodnikiem, który wystartował w zimowych igrzyskach olimpijskich i jednocześnie jedynym reprezentantem Indii na ZIO 1964 i 1968.